# Angeredsgymnasiet

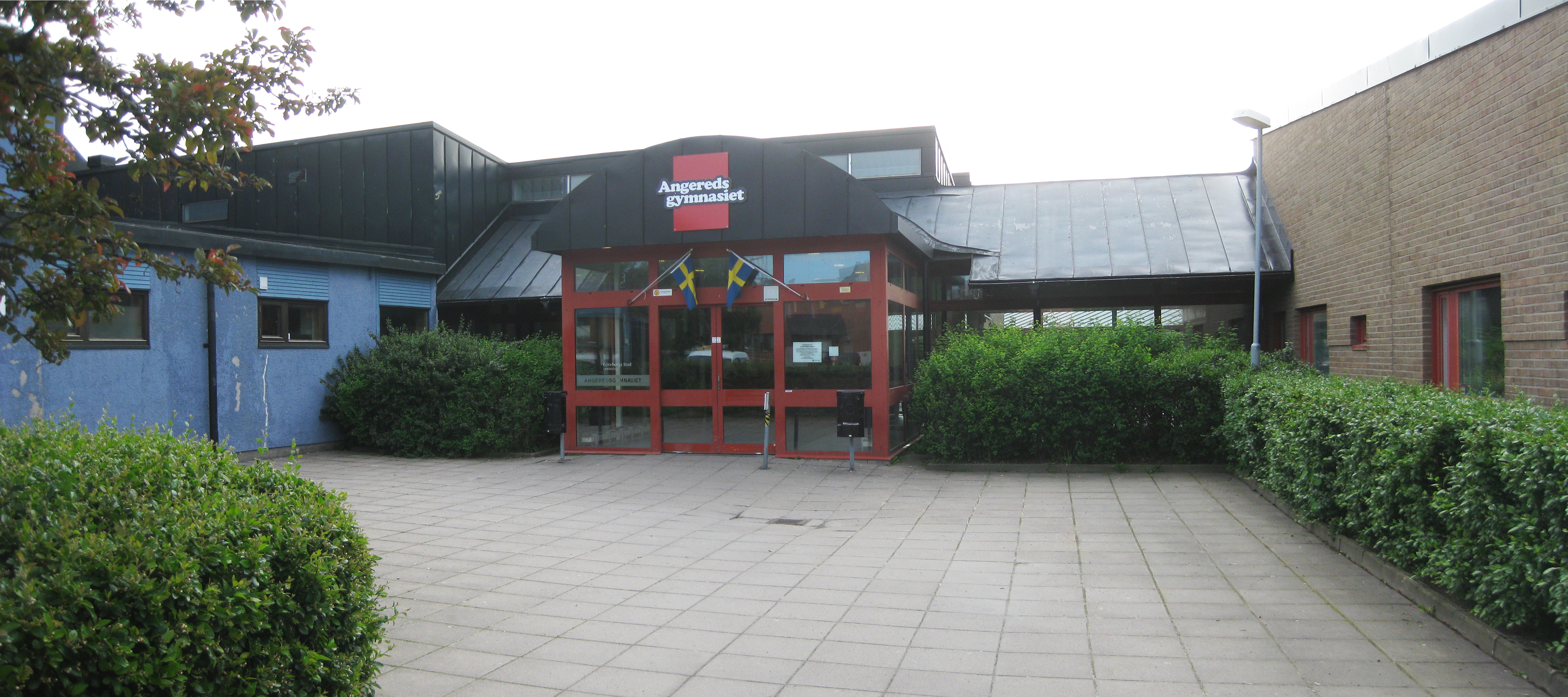
Huvudentrén till Angeredsgymnasiet.

Angeredsgymnasiet är en gymnasieskola i Angered i Göteborgs kommun. Angeredsgymnasiet började sin verksamhet höstterminen 1984. Gymnasiet erbjuder idag en rad olika utbildningar. På skolan kan man läsa Ekonomiprogrammet, Samhällsvetenskapligt program, Naturvetenskapligt program samt Försäljning- och serviceprogrammet (tidigare Handels och administration). På skolan finns även introduktionsprogrammen språkintroduktion, preparandutbildning, yrkesintroduktion samt det individuella alternativet. På skolan finns även Riksgymnasiet för rörelsehindrade med habilitering och boende kopplat till skolan.
Skolan är initiativtagare till Angeredsutmaningen, vilket är ett upprop till näringslivet i Göteborg att göra en investering i skolans ungdomars framtid genom stipendier, praktikplatser, mentorskap eller dylikt.
Eleverna på Angeredsgymnasiet driver en egen webbaserad skoltidning, Angeredswebben, som beskriver livet på skolan.